# Zatoka Norweska
Zatoka Norweska (ang. Norwegian Bay) – akwen należący do Oceanu Arktycznego, położony na terytorium Nunavut w Kanadzie.
W zatoce położonych jest sześć wysp:
- Cornwall Island
- Wyspa Grahama
- Buckingham
- Table
- Exmouth
- Ekins